# فردریک لونورمان
فردریک لونورمان (به فرانسوی: Frédéric Lenormand) رمان‌نویس قرن بیستم میلادی اهل فرانسه است.